# Frédérique Vidal
Frédérique Vidal (Mónaco, 9 de mayo de 1964) es una bioquímica y política francesa. Fue rectora de la Universidad de Niza Sophia Antipolis desde 2012 a 2017. Ha sido ministra de Educación Superior, Investigación e Innovación en el primer gobierno de Édouard Philippe desde el 17 de mayo de 2017 y subsiguientemente del Segundo gobierno Philippe a partir del 21 de junio de 2017. Mantuvo la cartera en el nuevo Gobierno Castex (3 de julio de 2020).

## Biografía
Frédérique Vidal nació en Mónaco. Graduada y máster en Bioquímica por la Universidad de Niza Sophia Antipolis, obtuvo un Diploma de Estudios Avanzados en virología molecular en el Instituto Pasteur. Se doctoró en biología por la Universidad de Niza.

## Carrera
Frédrique Vidal empezó su carrera como bioquímica en la compañía francesa Virbac.
Vidal volvió a su alma mater, la Universidad de Niza, como profesora asociada en 1995. Nombrada catedrática en 2002, fue jefa del departamento de biología de 2005 a 2008. También fue vicedecana de la facultad de ciencias de 2007 a 2009, y decana de 2009 a 2012. Sucedió a Albert Marouani en el rectorado en 2012. Durante su primer mandato, Vidal fundó la Université Côte de Azur, un consorcio integrando por la universidad, las escuelas empresariales locales y centros de investigación, para aumentar el atractivo internacional de la universidad. Fue reelegida rectora en 2016.
Vidal se opuso a la "circulaire Guéant," una propuesta fallida del ministro de Interior Claude Guéant, el objetivo de la cual era limitar la estancia de estudiantes extranjeros extracomunitarios a Francia después a la finalización de sus estudios. Sugirió que la Universidad de Niza no discriminaría a partir del origen nacional o recursos financieros de los estudiantes e investigadores.
El 17 de mayo de 2017, Vidal fue nombrada Ministra de Educación Superior, Investigación e Innovación al primer gobierno de Édouard Philippe. Mantiene la cartera en el nuevo gobierno Jean Castex (3 de julio de 2020).